# (73442) Feruglio
(73442) Feruglio (2002 NE5) – planetoida z pasa głównego asteroid okrążająca Słońce w ciągu 5,77 lat w średniej odległości 3,22 j.a. Odkryta 10 lipca 2002 roku.